# Kōchi
Kōchi (jap. 高知市 Kōchi-shi) – miasto w Japonii, na wyspie Sikoku, ośrodek administracyjny prefektury Kōchi.

## Geografia i klimat

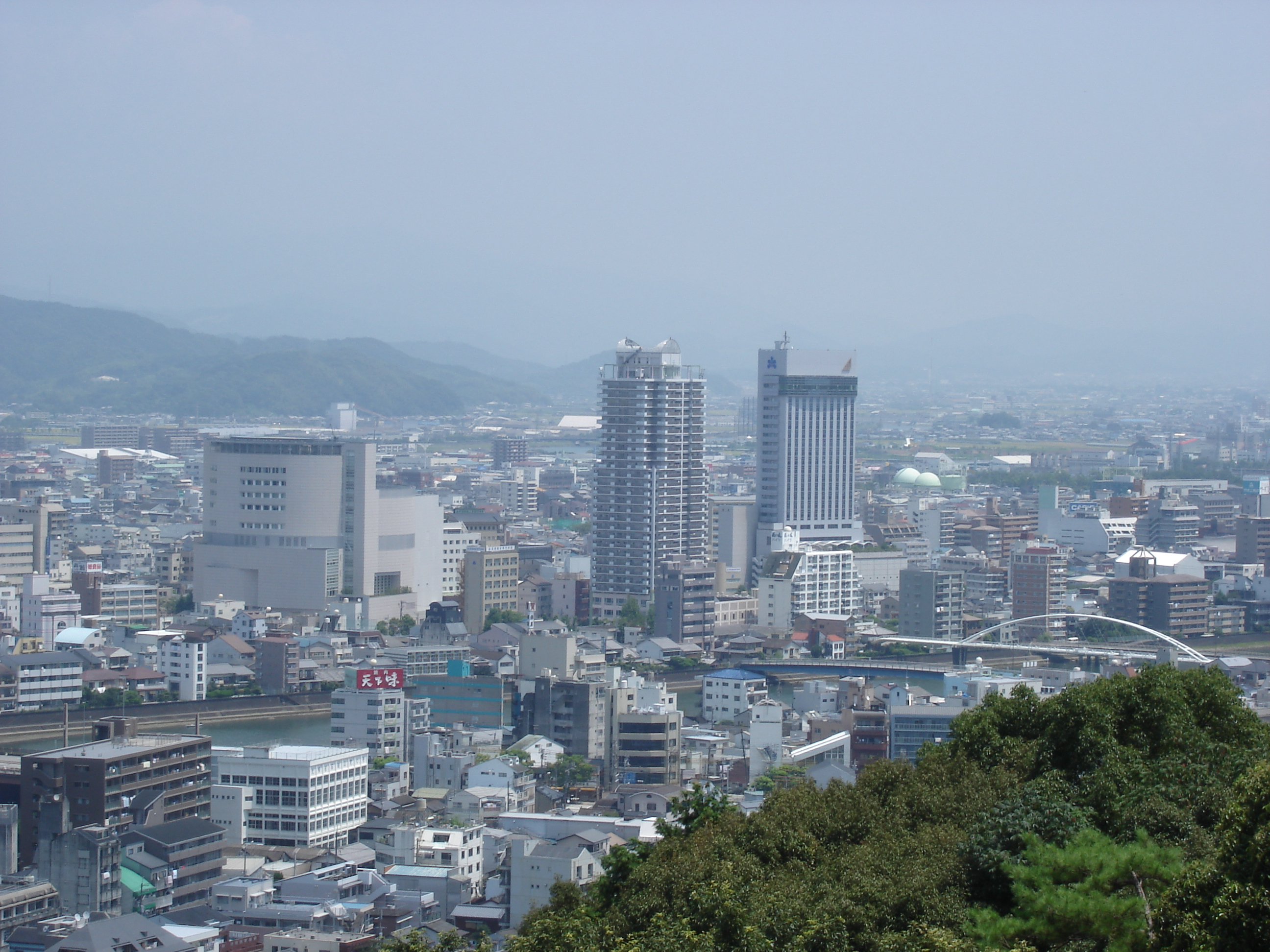
Śródmieście Kōchi, Japonia

Obszar miasta Kōchi składa się z trzech odrębnych sekcji geograficznych. Większa osiedlona część miasta leży na szczycie zatoki Urado, w wąskiej równinie aluwialnej przeciętej przez kilka rzek, zwłaszcza rzekami Kagami i Kokubu. Równina jest ograniczona z północy górami, a z południa i zachodu pasmem wzgórz.
Północne góry tworzą najrzadziej zaludnioną część miasta z osadami powstałymi wzdłuż wąskich dolin rzek. Najwyższym szczytem miasta jest Kuishi-yama o wysokości 1176 m n.p.m.
Na południe od centrum miasta zatoka Urado przecina wzgórza aż do jej ujścia w Oceanie Spokojnym. Teren otaczający zatokę i małą część wybrzeża stanowi trzecią część miasta. Obszar ten jest ważnym miejscem osiedli i przemysłu portowego.
W Kōchi znajduje się plaża Katsurahama, która znana jest jako jedyne legalne miejsce walki psów w Japonii. Na plaży znajduje się również pomnik Ryōmy Sakamoto.
Kōchi ma bardzo wilgotny klimat, otrzymując dwukrotnie więcej opadów, niż inne główne miasta wyspy Sikoku – Matsuyama i Takamatsu. Jest także jednym z najbardziej narażonych na tajfuny większych miast Japonii z powodu bezpośredniej granicy z Pacyfikiem, z którego sztormy nadchodzą do kraju.
| Miesiąc                              | Sty   | Lut   | Mar   | Kwi   | Maj   | Cze   | Lip   | Sie   | Wrz   | Paź   | Lis   | Gru   | Roczna |
| ------------------------------------ | ----- | ----- | ----- | ----- | ----- | ----- | ----- | ----- | ----- | ----- | ----- | ----- | ------ |
| Rekordy maksymalnej temperatury [°C] | 23.5  | 25.2  | 26.3  | 30.0  | 32.3  | 34.7  | 38.3  | 38.4  | 36.9  | 32.2  | 28.0  | 23.5  | 38,4   |
| Średnie temperatury w dzień [°C]     | 11.9  | 12.9  | 15.9  | 20.8  | 24.4  | 27.0  | 30.7  | 31.9  | 29.3  | 24.5  | 19.3  | 14.3  | 21,91  |
| Średnie temperatury w nocy [°C]      | 1.6   | 2.7   | 6.0   | 10.7  | 15.2  | 19.4  | 23.5  | 24.0  | 21.0  | 14.9  | 9.2   | 3.8   | 12,67  |
| Rekordy minimalnej temperatury [°C]  | -7.6  | -7.9  | -6.5  | -0.9  | 3.8   | 9.1   | 14.6  | 15.9  | 10.0  | 2.5   | -1.9  | -6.6  | −7,9   |
| Opady [mm]                           | 58.6  | 106.3 | 190.0 | 244.3 | 292.0 | 346.4 | 328.3 | 282.5 | 350.0 | 165.7 | 125.1 | 58.4  | 2547,6 |
| Średnia liczba dni deszczowych       | 13.1  | 13.5  | 16.5  | 14.7  | 15.9  | 19.1  | 20.1  | 18.8  | 18.5  | 13.7  | 12.0  | 12.3  | 188,2  |
| Średnie usłonecznienie [h]           | 188.4 | 173.1 | 184.1 | 191.7 | 185.6 | 142.4 | 175.7 | 205.8 | 162.0 | 182.4 | 170.3 | 192.7 | 2154,2 |
| Źródło:                              |       |       |       |       |       |       |       |       |       |       |       |       |        |

## Demografia
Zmiany w populacji Kōchi w latach 1970–2015:
| Rok  | Populacja |
| ---- | --------- |
| 1970 | 265 571   |
| 1975 | 298 171   |
| 1980 | 318 266   |
| 1985 | 330 956   |
| 1990 | 335 287   |
| 1995 | 339 864   |
| 2000 | 348 979   |
| 2005 | 348 990   |
| 2010 | 343 393   |
| 2015 | 337 360   |

## Gospodarka
W tym mieście rozwinął się przemysł cementowy, papierniczy, chemiczny, włókienniczy oraz rybny.

## Miasta partnerskie
- Wuhu
- Surabaja
- Kitami
- Fresno